# Zyginidia franzi
Zyginidia franzi är en insektsart som först beskrevs av Wagner 1944.  Zyginidia franzi ingår i släktet Zyginidia och familjen dvärgstritar. Inga underarter finns listade i Catalogue of Life.